# عظم مسطح
العظام المسطحة (بالإنجليزية: Flat bone) هي العظام التي وظيفتها إما حماية واسعة زائدة أو توفير الأسطح الواسعة لارتباط العضلات عليها ، وهي واحدة من خمسة أنواع من العظام : الطويلة ، القصيرة ، المسطحة، غير المنتظمة والسمسمانية.
تنبسط هذه العظام على هيئة ألواح عريضة و مسطحة ، كما في الجمجمة ، الحوض ، القص والقفص الصدري.
العظام المسطحة هي:
1. عظم قذالي (بالإنجليزية: Occipital bone).
2. عظم جداري (بالإنجليزية: Parietal bone).
3. عظم جبهي (بالإنجليزية: Frontal bone).
4. عظم أنفي (بالإنجليزية: Nasal bone).
5. عظم دمعي (بالإنجليزية: Lacrimal bone).
6. عظم حاجزي (الميكعة) (بالإنجليزية: Vomer).
7. عظم الورك (بالإنجليزية: Hip bone).
8. عظم القص (بالإنجليزية: Sternum).
9. الضلوع (بالإنجليزية: Rib cage).
10. عظم الكتف (بالإنجليزية: Scapula) .

في عظام الجمجمة، تُعرف طبقات النسيج العظمي القشري بألواح الجمجمة (بالإنجليزية: tables of the skull) ، حيث الجزء الخارجي يكون سميكا وصلباً ، أما الجزء الداخلي منها فيكون رقيقاً، كثيفاً، وهشاً، و لذلك يُسمّى باللوحة الزجاجية (بالإنجليزية: vitreous table) (أو الصفيحة الباطنة لعظام القحف).
تتألف هذه العظام من طبقتين رقيقتين من العظم المضغوط (العظم القشري) ، تحصران بينهما كمية متغيرة من العظم الإسفنجي ، وهو موقع النخاع العظميّ الأحمر. في البالغين، تتشكل معظم خلايا الدم الحمراء في العظام المسطحة.
يطلق على الأنسجة العظمية الإسفنجية المتداخلة اسم : خِلاَلُ اللَّوحَتَين (النسيج العظمي الرخو بين الصفيحتين العظميتين للجمجمة)، ويتم امتصاصها في منطقة الأنف من الجمجمة فتترك فراغات مملوءة بالهواء مكوّنة جيوب جانب أنفية (بالإنجليزية: paranasal sinuses) بين اللوحين (أو بين الصفيحتين).

## التعظّم في العظم المسطح

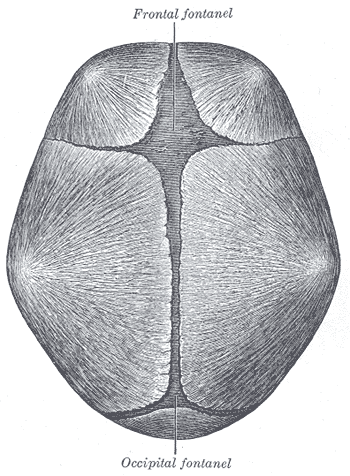
منظر علوي لجمجمة طفل حديث الولادة يوضح اليافوخين الأمامي والخلفي.

يبدأ التعظّم بتشكّل طبقات من النسيج الضام غير متمايزة في المنطقة التي سوف يتكوّن فيها لاحقاً العظم المسطح. تُعرف هذه المناطق في الأطفال باسم اليافوخ وتكون على هيئة بقع لينة في رأس الأطفال الرضع ، والتي تسمح بتداخل عظام جمجمة الطفل فيما بينها أثناء الولادة. يحتوي اليافوخ على الخلايا الجذعية للنسيج الضام، والتي تتشكل لتكوّن بانيات العظم (بالإنجليزية: osteoblasts) ، و تفرز فوسفات الكالسيوم إلى مصفوفة من القنوات. تشكل بانيات العظم (بالإنجليزية: osteoblasts) حلقة بين الأغشية، ثم تبدأ في التوسيع للخارج. وفي أثناء توسعهم و تمددهم يكونوا مصفوفة عظمية.
هذه المصفوفة الصلبة تشكّل جسم العظم. وبما أن العظام المسطحة عادة ما تكون أرقّ من العظام الطويلة، فإنه يكون لديها نخاع العظام الأحمر فقط ، بدلا من كل من نخاع العظام الأحمر والأصفر (نخاع العظام الأصفر يتكوّن في معظمه من الدهون). يملأ نخاع العظام الفراغات في حلقة بانيات العظم (بالإنجليزية: osteoblasts)، حتي يملأ في النهاية المصفوفة العظمية.
بعد أن تتعظم العظام تماما، تسحب بانيات العظم (بالإنجليزية: osteoblasts) إفرازات فوسفات الكالسيوم، و تترك قنوات صغيرة في المصفوفة العظمية تُعرف باسم قُنَيوات أو نُفَيقاتٌ عَظْمِيَّة (بالإنجليزية: canaliculi). وتوفر هذه النفيقات العناصر الغذائية اللازمة لبانيات العظمي (بالإنجليزية: osteoblasts) التي تكوّنت حديثا، والتي أصبحت تُسمى الآن خلية عظمية (بالإنجليزية: osteocytes) . هذه الخلايا العظمية تصبح هي المسئولة عن الصيانة العامة للعظم.
هناك نوع ثالث من الخلايا العظمية الموجودة في العظام المسطحة تُسمّى الخلايا المحطمة للعظم أو ناقضات العظم (بالإنجليزية: osteoclast)، التي تحطّم العظام باستخدام الإنزيمات. هناك ثلاثة منافع لتحطّم العظام:
- الأول: هو لجبر العظام إذا انكسرت ، فيتم تحطيم أجزاء من العظام التي تبرز بعد الكسر أو التي تُصعّب عملية إصلاح العظم.
- الثاني: كما أنها تستخدم للحصول على الكالسيوم اللازم من العظام. عندما ينخفض مستوى الكالسيوم فس دم الشخص ، تقوم ناقضات العظم بأخذ الكالسيوم من العظام ووضعها في الدم ليُستفاد منه في أشياء أكثر ضرورية مثل الأعصاب و عمل العضلات.
- الثالث: تُستخدم ناقضات العظم لنمو العظام، و تغيّر شكل العظام بعد النمو. تقوم ناقضات العظم بإذابة الجزء من العظم الذي يجب أن يتغير.[4]

## صور إضافية

العظام المسطحة في الهيكل العظمي البشري ، موضحة باللون الأحمر.
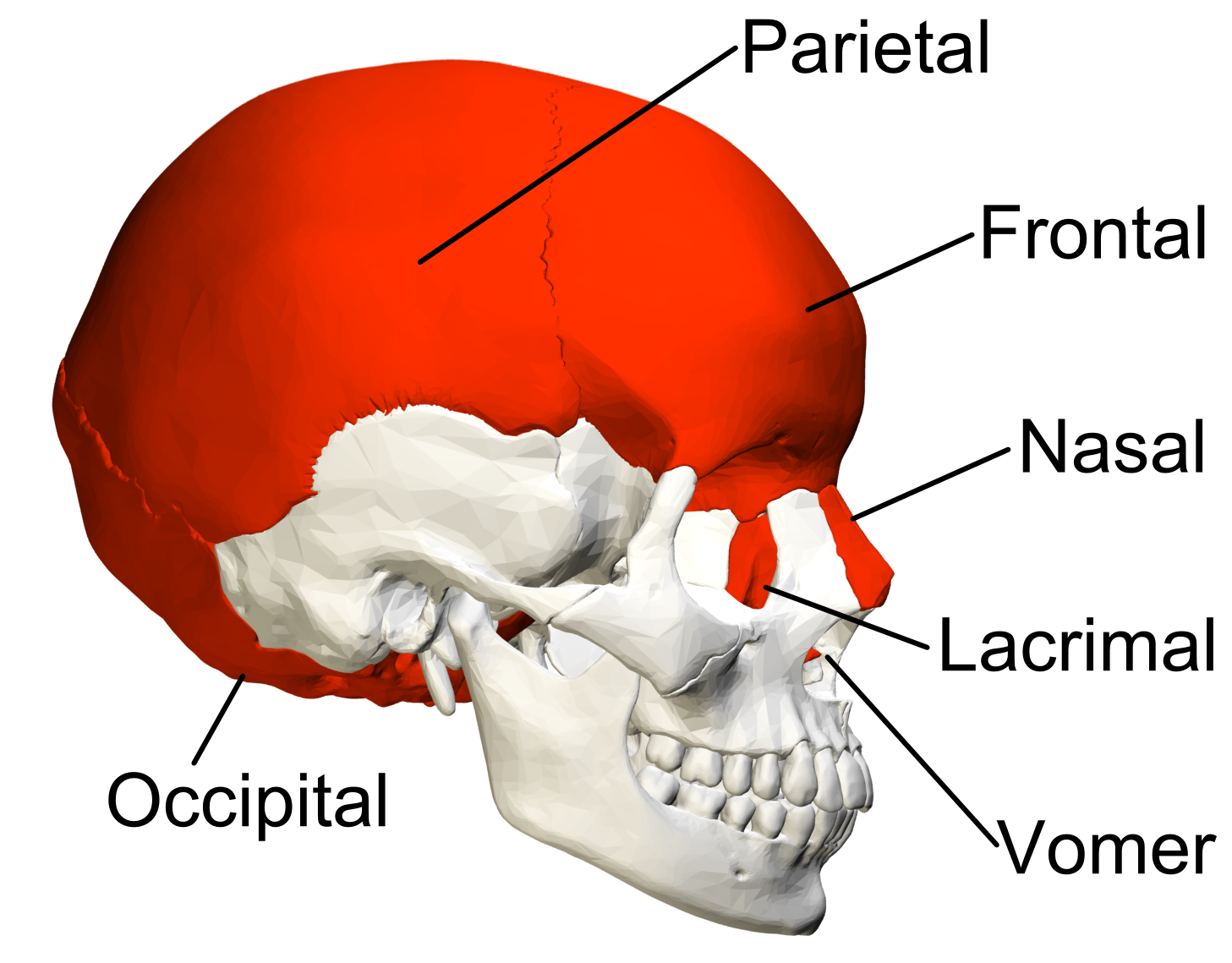
العظام المسطحة في الجمجمة البشرية ، موضحة باللون الأحمر.
العظام المسطحة في الجمجمة البشرية ، موضحة باللون الأحمر.
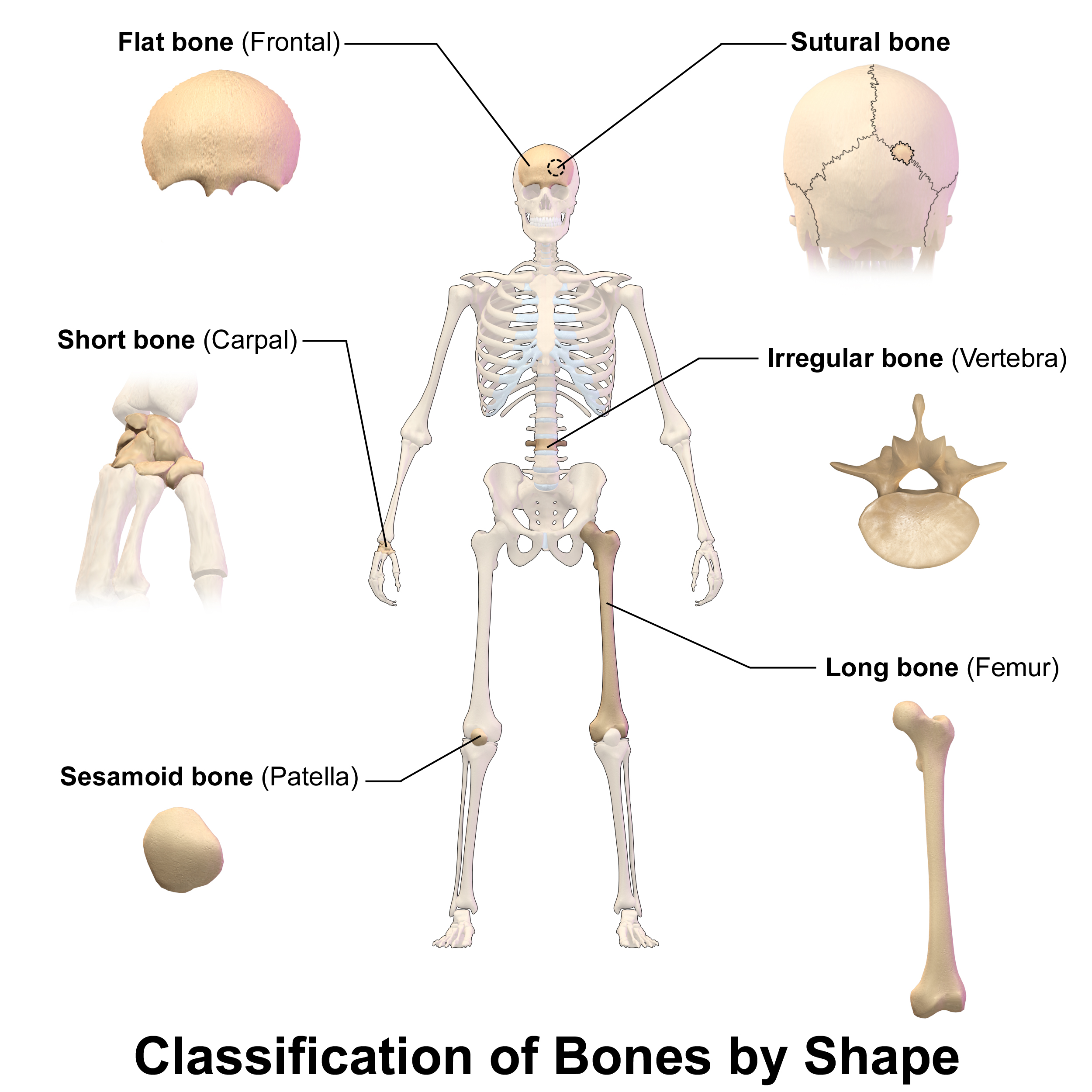
تصنيف العظام حسب الشكل.